# Moonfall
Moonfall és una pel·lícula xineso-alemanya i estatunidenca d'acció i ciència-ficció del 2022 que pertany als gèneres de space opera i ciència-ficció apocalíptica, coescrita i dirigida per Roland Emmerich. Està protagontizada per Halle Berry, Patrick Wilson, John Bradley, Michael Peña, Charlie Plummer, Kelly Yu i Donald Sutherland. La pel·lícula es va rodar a Mont-real amb un pressupost de 140 milions de dòlars, la qual cosa la converteix en una de les pel·lícules de producció independent més cares de tots els temps. Amazon Prime Video va estrenar la versió doblada al català el 24 de juny de 2022 i es va convertir en la segona cinta doblada per aquesta plataforma.